# Two-Mix
Two-Mix là một nhóm nhạc của Nhật Bản gồm hai thành viên là: Takayama Minami và Nagano Shiina

## Lịch sử
Năm 1990, Minami đã gặp gỡ Shiina qua một người bạn. Đến năm 1992, Minami cho phát hành một album solo với sự hợp tác của Shiina. Năm 1995, hai người đã tạo nên nhóm Two-Mix. Minami với vai trò là một người soạn nhạc và hát chính còn Shiina chủ yếu là viết lời và chơi nhạc cụ. Nhóm nhạc này đã được tác giả Aoyama Gōshō cho vào trong truyện Thám tử lừng danh Conan (Trong chap 144 - 146).